# He Jia
He Jia (en chino tradicional, 何佳; en chino simplificado, 何佳; pinyin, Hé Jiā; Guangzhou, China; 16 de agosto de 1951) es un exfutbolista de China que jugaba en la posición de centrocampista.

## Carrera

### Club
| Periodo   | Club           |
| --------- | -------------- |
| 1971–1982 | Guangdong      |
| 1983–1986 | South China AA |

### Selección nacional
Debutó con China el 15 de junio de 1975 en un partido amistoso ante Corea del Norte y se retiraría en 1978. Anotó cinco goles en 17 partidos y obtuvo el tercer lugar en la Copa Asiática 1976 y en los Juegos Asiáticos de 1978.

## Logros
- Primera División de China: 1

1979
- Primera División de Hong Kong: 1

1985/86
- Hong Kong Senior Challenge Shield: 1

1985/86
- Copa FA de Hong Kong: 1

19848/85

## Estadísticas

### Goles con selección nacional
| # | Fecha      | Sede                                                                | Rival          | Gol | Resultado | Torneo             |
| - | ---------- | ------------------------------------------------------------------- | -------------- | --- | --------- | ------------------ |
| 1 | 14-8-1975  | Workers' Stadium, Beijing, China                                    | Kuwait         |     | 3–3       | Amistoso           |
| 2 | 13-6-1976  | Aryamehr Stadium, Tehran, Irán                                      | Irak           | 1–0 | 1–0       | copa Asiática 1976 |
| 3 | 6-10-1977  | Robert F. Kennedy Memorial Stadium, Washington D. C. Estados Unidos | Estados Unidos | 1–0 | 1–1       | Amistoso           |
| 4 | 31-3-1978  | Estadio Olímpico, Caracas, Venezuela                                | Venezuela      | 1–0 | 1–0       | Amistoso           |
| 5 | 18-12-1978 | Supachalasai Stadium, Bangkok, Tailandia                            | Tailandia      | 4–1 | 4–1       | 1978 Asian Games   |